# Arachis nitida
Arachis nitida es una especie de planta floral del género Arachis, categorizada en la tribu Dalbergieae, de la subfamilia Faboideae.

## Distribución
Especie nativa de América del Sur: Brasil y Paraguay. Crece en el bioma tropical.

## Taxonomía
Fue descrita por Valls, Krapov. & C.E.Simpson.
Tratamiento taxonómico
La especie aparece registrada y publicada en Bonplandia (Corrientes) 14: 49 (2005).